# Escut de Rocha
L'escut de Rocha utilitza una adaptació de la bandera d'Artigas. En la part inferior esquerra apareixen dues palmeres, plantes característiques del departament. En el quarter superior dret apareix la Fortalesa de Santa Teresa, construcció històrica del departament.
L'escut es troba adornat per un sol, representant la bandera de l'Uruguai, i les branques de llorer i palma als dos costats. La llegenda "Rocha, on neix el sol de la pàtria" apareix en un llistó blanc.